# Kubok SSSR 1938
La Kubok SSSR 1938 fu la 3ª edizione del trofeo. Vide la vittoria finale della Spartak Mosca, al suo primo titolo, che vinse in finale contro l'Elektrik Leningrado.

## Formula
Il torneo era diviso in due fasi: la fase preliminare e la fase finale.
Nella fase finale le squadre erano raggruppate in diciannove zone, ognuna delle quali prevedeva la promozione di un numero differente di squadre. A questa fase del torneo parteciparono le squadre non partecipanti alla Gruppa A 1938, massima serie del campionato sovietico. La formula fu quella classica dei turni ad eliminazione diretta, con gare di sola andata e tempi supplementari, ma non rigori: in caso di parità si ricorreva al replay.
Nella seconda fase le 38 qualificate si incontrarono con le 26 partecipanti alla Gruppa A 1938, sempre in turni ad eliminazione diretta; la stessa formula era mantenuta fino alla finale che, come da tradizione, fu disputata a Mosca.

## Fase preliminare

### Zona I - Mosca - Sottogruppo 1

#### Quarti di finale
Le partite furono disputate tra il 26 e il 30 giugno 1938.
| Squadra 1                  | Risultato   | Squadra 2                     |
| -------------------------- | ----------- | ----------------------------- |
| Zenit Kolomna              | 10 – 0      | Lokomotiv Ryazan              |
| Krasnaya Roza Moskva       | 1 – 2 (dts) | Kauchuk Moskva                |
| MVO Mosca                  | 1 – 0 (dts) | Krasnoye Znamya Moskva        |
| Kamvolny Kombinat Kuntsevo | 1 – 3       | Sherstyanik Moskva            |
| Kombinat Teikovo           | 2 – 5       | Stalinets-2 Moskva            |
| Zvezda Orechovo-Zuevo      | 0 – 4       | Spartak-2 Mosca               |
| Rodina Fryazino            | 0 – 1       | Fabrika Babayeva Moskva       |
| Tomna Kineshma             | 3 – 2       | Pravda Moskva                 |
| VC-168 Ryazan              | 0 – 8       | Myasokombinat Mikoyana Moskva |
| Zavod Gorbunova Moskva     | 3 – 1       | Krasny Proletariy Moskva      |
| Zenit Tula                 | 1 – 2 (dts) | Lokomotiv-2 Mosca             |
| Spartak Kalinin            | 1 – 2       | Lokomotiv Serpukhov           |

#### Semifinali
Le partite furono disputate il 6 e il 7 luglio 1938. Lokomotiv Ryazan riammessa come selezione della città di Rjazan', ma in seguito ritirata.
| Squadra 1               | Risultato | Squadra 2                     |
| ----------------------- | --------- | ----------------------------- |
| Fabrika Babayeva Moskva | 3 – 4     | Lokomotiv-2 Mosca             |
| Kauchuk Moskva          | 0 – 6     | Sherstyanik Moskva            |
| Lokomotiv Lyublino      | [ 1 ]     | Lokomotiv Ryazan              |
| Spartak Ivanovo         | 2 – 4     | Dinamo Ivanovo                |
| Stalinets-2 Moskva      | 5 – 3     | Lokomotiv Serpukhov           |
| Zavod Gorbunova Moskva  | 3 – 1     | MVO Mosca                     |
| Zenit Kolomna           | 5 – 2     | Tomna Kineshma                |
| Spartak-2 Mosca         | 7 – 1     | Myasokombinat Mikoyana Moskva |

#### Finali
Le partite furono disputate il 12 e il 13 luglio 1938.
| Squadra 1          | Risultato | Squadra 2              |
| ------------------ | --------- | ---------------------- |
| Dinamo Ivanovo     | 1 – 3     | Spartak-2 Mosca        |
| Sherstyanik Moskva | 3 – 1     | Zavod Gorbunova Moskva |
| Zenit Kolomna      | 1 – 3     | Stalinets-2 Moskva     |
| Lokomotiv Lyublino | 2 – 3     | Lokomotiv-2 Mosca      |

### Zona I - Mosca - Sottogruppo 2

#### Quarti di finale
Le partite furono disputate tra il 26 e il 30 giugno 1938.
| Squadra 1             | Risultato | Squadra 2           |
| --------------------- | --------- | ------------------- |
| Sniper Podolsk        | 3 – 1     | Zavod-20 Mosca      |
| Dinamo Bolshevo       | 5 – 0     | TsvetMet Mosca      |
| Osnova Ivanovo        | 0 – 6     | ZiF Mosca           |
| Proletarskaya Pobeda  | [ 4 ]     | Dinamo-2 Mosca      |
| Start Mosca           | 6 – 0     | Sel'maš Ljubercy    |
| Zavod Geofizika Mosca | 9 – 0     | MashTekhSoyuz Mosca |
| Zenit Kovrov          | 1 – 0     | Dinamo Kalinin      |
| Zenit Podlipki        | 7 – 0     | Sniper Mosca        |

#### Semifinali
Le partite furono disputate il 6 luglio 1938.
| Squadra 1                     | Risultato | Squadra 2               |
| ----------------------------- | --------- | ----------------------- |
| Burevestnik Tula              | 1 – 2     | Trud Krasnaya Polyana   |
| Dinamo Bolshevo               | 3 – 2     | Zavod Geofizika Mosca   |
| Dinamo Lyubertsy              | 2 – 6     | KIM Mosca               |
| Fabrika Pravda Likino-Dulyovo | [ 5 ]     | Pishchevik-2 Moskva     |
| Kr Znamya Pavlovskiy Posad    | 0 – 4     | Krasnoye Znamya Noginsk |
| Sniper Podolsk                | 5 – 0     | Zenit Kovrov            |
| Zenit Podlipki                | 6 – 0     | Proletarskaya Pobeda    |
| ZiF Mosca                     | 3 – 0     | Start Mosca             |

#### Finali
Le partite furono disputate il 12 luglio 1938.
| Squadra 1                     | Risultato | Squadra 2             |
| ----------------------------- | --------- | --------------------- |
| Dinamo Bolshevo               | 8 – 0     | Sniper Podolsk        |
| Fabrika Pravda Likino-Dulyovo | 5 – 1     | KIM Mosca             |
| Krasnoye Znamya Noginsk       | 5 – 2     | Trud Krasnaya Polyana |
| Zenit Podlipki                | 4 – 2     | ZiF Mosca             |

### Zona II - Leningrado

#### Semifinali
Le partite furono disputate l'8 luglio 1938.
| Squadra 1                  | Risultato | Squadra 2                  |
| -------------------------- | --------- | -------------------------- |
| Izhorskiy Zavod Leningrado | 3 – 0     | ZiO Leningrado             |
| Lokomotiv Vologda          | 2 – 5     | Zavod Elektrik Leningrado  |
| ZiS Leningrado             | 0 – 3     | Kirovskiy Zavod Leningrado |

#### Finali
Le partite furono disputate il 12 luglio 1938.
| Squadra 1                  | Risultato | Squadra 2                   |
| -------------------------- | --------- | --------------------------- |
| Kirovskiy Zavod Leningrado | 6 – 0     | Izhorskiy Zavod Leningrado  |
| Lokomotiv Yaroslavl        | 2 – 1     | Krasnaya Zarya-2 Leningrado |
| Zavod Elektrik Leningrado  | 4 – 3     | GOMZ Leningrado             |
| Kauchuk Leningrado         | 1 – 3     | ZIK Leningrad               |

### Zona III - Voronež

#### Quarti di finale
Le partite furono disputate il 6 luglio 1938.
| Squadra 1       | Risultato | Squadra 2            |
| --------------- | --------- | -------------------- |
| ZiV Voronež     | 3 – 1     | DKA Voronež          |
| Samolyot Tambov | 1 – 2     | Dinamo Voronež       |
| Dinamo Kursk    | 1 – 2     | Dzerzhinets Bezhitsa |

#### Semifinali
Le partite furono disputate il 12 luglio 1938.
| Squadra 1            | Risultato | Squadra 2       |
| -------------------- | --------- | --------------- |
| Dinamo Voronež       | 4 – 0     | Spartak Voronež |
| Dzerzhinets Bezhitsa | 0 – 2     | ZiV Voronež     |

#### Finale
La finale fu disputata il 18 luglio 1938.
| Squadra 1      | Risultato | Squadra 2       |
| -------------- | --------- | --------------- |
| Dinamo Voronež | 1 – 0     | Spartak Voronež |

### Zona IV - Chabarovsk

#### Quarti di finale
La partita fu giocata il 16 luglio 1938.
| Squadra 1       | Risultato | Squadra 2              |
| --------------- | --------- | ---------------------- |
| Stroitel K.N.A. | 5 – 1     | Krylya Sovetov Irkutsk |

#### Semifinali
Le partite furono disputate tra il 12 e il 30 luglio
| Squadra 1         | Risultato | Squadra 2         |
| ----------------- | --------- | ----------------- |
| Dinamo Khabarovsk | 7 – 0     | Lokomotiv Irkutsk |
| Dinamo Irkutsk    | 3 – 1     | Stroitel K.N.A.   |

#### Finali
La partita fu giocata il 5 agosto 1938.
| Squadra 1      | Risultato | Squadra 2         |
| -------------- | --------- | ----------------- |
| Dinamo Irkutsk | 2 – 1     | Dinamo Khabarovsk |

### Zona V - Novosibirsk

#### Primo turno
Le partite furono disputate il 6 luglio 1938.
| Squadra 1                | Risultato   | Squadra 2                  |
| ------------------------ | ----------- | -------------------------- |
| Lokomotiv Krasnojarsk    | 1 – 0 (dts) | Dinamo Novosibirsk         |
| Stroitel Novosibirsk     | 4 – 2       | Krylya Sovetov Novosibirsk |
| Tekhnikum FK Novosibirsk | [ 6 ]       | Lokomotiv Tyumen           |

#### Quarti di finale
Le partite furono disputate il 6 e il 7 luglio 1938.
| Squadra 1                | Risultato | Squadra 2             |
| ------------------------ | --------- | --------------------- |
| DKA Omsk                 | 4 – 2     | Lokomotiv Omsk        |
| Dinamo Omsk              | 0 – 3     | Metallurg Stalinsk    |
| Stroitel Novosibirsk     | 1 – 0     | Dinamo Krasnoyarsk    |
| Tekhnikum FK Novosibirsk | 2 – 1     | Lokomotiv Krasnojarsk |

#### Semifinali
Le partite furono disputate il 18 luglio 1938.
| Squadra 1            | Risultato | Squadra 2                |
| -------------------- | --------- | ------------------------ |
| Metallurg Stalinsk   | 5 – 0     | Tekhnikum FK Novosibirsk |
| Stroitel Novosibirsk | 3 – 0     | DKA Omsk                 |

#### Finale
La gara fu disputata il 30 luglio 1938.
| Squadra 1            | Risultato | Squadra 2          |
| -------------------- | --------- | ------------------ |
| Stroitel Novosibirsk | 4 – 1     | Metallurg Stalinsk |

### Zona VI - Sverdlovsk

#### Quarti di finale
Le partite furono disputate il 6 luglio 1938.
| Squadra 1           | Risultato | Squadra 2              |
| ------------------- | --------- | ---------------------- |
| Dinamo Chelyabinsk  | 10 – 0    | Metallurg Magnitogorsk |
| Dinamo Kirov        | 1 – 3     | Dinamo Sverdlovsk      |
| Dinamo Kungur       | 2 – 4     | Metallurg Sverdlovsk   |
| Torpedo Izhevsk     | 1 – 3     | Stroitel Sverdlovsk    |
| Traktor Chelyabinsk | 4 – 3     | Zenit Votkinsk         |

#### Semifinali
Le partite furono disputate tra il 12 e il 14 luglio 1938.
| Squadra 1             | Risultato | Squadra 2            |
| --------------------- | --------- | -------------------- |
| Dinamo Chelyabinsk    | 2 – 0     | Metallurg Sverdlovsk |
| Stroitel Sverdlovsk   | 7 – 1     | Dinamo Ufa           |
| Traktor Chelyabinsk   | 0 – 9     | Dinamo Sverdlovsk    |
| TsvetMet Krasnouralsk | 3 – 1     | Avangard Sverdlovsk  |

#### Finali
Le partite furono disputate il 18 luglio 1938.
| Squadra 1           | Risultato | Squadra 2             |
| ------------------- | --------- | --------------------- |
| Dinamo Sverdlovsk   | 7 – 1     | TsvetMet Krasnouralsk |
| Stroitel Sverdlovsk | 3 – 1     | Dinamo Chelyabinsk    |

### Zona VII - Gorkij

#### Quarti di finale
Le partite furono disputate il 6 luglio 1938.
| Squadra 1       | Risultato | Squadra 2             |
| --------------- | --------- | --------------------- |
| Dinamo Kazan    | 4 – 0     | Spartak Kazan         |
| Dinamo Saransk  | 4 – 1     | Metallist Pavlovo     |
| Elektrik Gorkiy | 1 – 2     | Spartak Gorkiy        |
| Spartak Pavlovo | 5 – 1     | Lokomotiv Kazan       |
| Torpedo Gor'kij | 6 – 2     | Krylya Sovetov Gorkiy |

#### Semifinali
Le partite furono disputate il 12 luglio 1938.
| Squadra 1          | Risultato | Squadra 2           |
| ------------------ | --------- | ------------------- |
| Dinamo Kazan       | 3 – 0     | Spartak Gorkiy      |
| Dinamo Yoshkar-Ola | 8 – 2     | Lokomotiv Ruzayevka |
| Spartak Saransk    | 0 – 4     | Dinamo Saransk      |
| Torpedo Gor'kij    | 10 – 1    | Spartak Pavlovo     |

#### Finali
Le partite furono disputate il 18 luglio 1938.
| Squadra 1       | Risultato | Squadra 2          |
| --------------- | --------- | ------------------ |
| Dinamo Saransk  | 1 – 9     | Dinamo Kazan       |
| Torpedo Gor'kij | 3 – 0     | Dinamo Yoshkar-Ola |

### Zona VIII - Area del Volga

#### Quarti di finale
Le partite furono disputate il 7 luglio 1938.
| Squadra 1            | Risultato | Squadra 2             |
| -------------------- | --------- | --------------------- |
| Elektrik Saratov     | [ 7 ]     | DKA Stalingrado       |
| Piščevik Astrachan'  | [ 8 ]     | Zenit-221 Stalingrado |
| Traktor-2 Stalingrad | 1 – 0     | Vodnik Astrakhan      |

#### Semifinali
Le partite furono disputate il 12 e il 13 luglio 1938.
| Squadra 1           | Risultato | Squadra 2              |
| ------------------- | --------- | ---------------------- |
| Elektrik Saratov    | 0 – 2     | Lokomotiv Kuibyshev    |
| Spartak Kuibyshev   | 0 – 2     | Dinamo Stalingrado     |
| Piščevik Astrachan' | 2 – 3     | Traktor-2 Stalingrad   |
| Lokomotiv Saratov   | 5 – 0     | Krylya Sovetov Saratov |

#### Finali
Le partite furono disputate il 18 luglio 1938.
| Squadra 1           | Risultato | Squadra 2            |
| ------------------- | --------- | -------------------- |
| Lokomotiv Kuibyshev | 0 – 2     | Dinamo Stalingrado   |
| Lokomotiv Saratov   | 4 – 3     | Traktor-2 Stalingrad |

### Zona IX - Rostov sul Don

#### Semifinali
Le gare furono disputate il 6 luglio 1938.
| Squadra 1               | Risultato   | Squadra 2                  |
| ----------------------- | ----------- | -------------------------- |
| Dinamo Krasnodar        | 3 – 4 (dts) | Zenit Taganrog             |
| Energiya Novocherkassk  | 3 – 1       | Medik Krasnodar            |
| Krylya Sovetov Taganrog | 0 – 3       | Pishchevik Rostov-sul-Donu |
| Pishchevik Krasnodar    | 0 – 3       | Myasokombinat Maykop       |

#### Finali
Le gare furono disputate il 12 luglio 1938.
| Squadra 1              | Risultato | Squadra 2                 |
| ---------------------- | --------- | ------------------------- |
| Energiya Novocherkassk | 3 – 0     | Pishchevik Rostov-na-Donu |
| Zenit Taganrog         | 4 – 0     | Myasokombinat Maykop      |

### Zona X - Tbilisi

#### Quarti di finale
La partita fu disputata il 6 luglio 1938.
| Squadra 1     | Risultato | Squadra 2     |
| ------------- | --------- | ------------- |
| Dinamo Batumi | 4 – 1     | Nauka Tbilisi |

#### Semifinali
Le partite furono disputate il 12 luglio 1938.
| Squadra 1         | Risultato | Squadra 2          |
| ----------------- | --------- | ------------------ |
| Spartak Leninakan | 1 – 2     | Dinamo Batumi      |
| Spartak Erevan    | 2 – 0     | Pishchevik Tbilisi |

#### Finali
La partita fu disputata il 18 luglio 1938.
| Squadra 1     | Risultato | Squadra 2      |
| ------------- | --------- | -------------- |
| Dinamo Batumi | 3 – 0     | Spartak Erevan |

### Zona XI - Baku

#### Quarti di finale
L'incontro fu disputato il 6 luglio 1938.
| Squadra 1   | Risultato | Squadra 2      |
| ----------- | --------- | -------------- |
| Vodnik Baku | 3 – 1     | Stroiteli Baku |

#### Semifinali
Le partite furono disputate il 7 e l'8 luglio 1938.
| Squadra 1      | Risultato | Squadra 2         |
| -------------- | --------- | ----------------- |
| Lokomotiv Baku | 11 – 0    | Lokomotiv Aşgabat |
| Vodnik Baku    | 0 – 4     | Neftyanik Baku    |

#### Finali
La partita fu disputata il 12 luglio 1938.
| Squadra 1      | Risultato | Squadra 2      |
| -------------- | --------- | -------------- |
| Lokomotiv Baku | 3 – 1     | Neftyanik Baku |

### Zona XII - Tashkent

#### Quarti di finale
Le partite furono disputate il 6 e il 12 luglio 1938.
| Squadra 1         | Risultato | Squadra 2          |
| ----------------- | --------- | ------------------ |
| Dinamo Stalinabad | 2 – 4     | Dinamo Tashkent    |
| Dinamo Karaganda  | 2 – 1     | Lokomotiv Tashkent |

#### Semifinali
Le partite furono disputate il 17 luglio 1938.
| Squadra 1        | Risultato | Squadra 2        |
| ---------------- | --------- | ---------------- |
| Dinamo Alma-Ata  | 5 – 2     | Dinamo Tashkent  |
| Dinamo Karaganda | [ 10 ]    | Spartak Tashkent |

#### Finali
La partita fu disputata il 22 luglio 1938.
| Squadra 1       | Risultato | Squadra 2        |
| --------------- | --------- | ---------------- |
| Dinamo Alma-Ata | 1 – 0     | Dinamo Karaganda |

### Zona XIII - Minsk

#### Quarti di finale
Le partite furono disputate il 6 e il 7 luglio 1938.
| Squadra 1             | Risultato | Squadra 2     |
| --------------------- | --------- | ------------- |
| Tekhnikum FK Smolensk | 3 – 4     | Spartak Minsk |
| Dinamo Smolensk       | 5 – 0     | KIM Minsk     |

#### Semifinali
Le partite furono disputate il 12 luglio 1938.
| Squadra 1     | Risultato | Squadra 2       |
| ------------- | --------- | --------------- |
| Spartak Gomel | 2 – 4     | Dinamo Smolensk |
| Spartak Minsk | [ 11 ]    | Dinamo Minsk    |

#### Finali
La partita fu disputata il 18 luglio 1938.
| Squadra 1     | Risultato | Squadra 2       |
| ------------- | --------- | --------------- |
| Spartak Minsk | 1 – 0     | Dinamo Smolensk |

### Zona XIV - Charkiv

#### Primo turno
Le partite furono disputate il 5 e il 6 maggio 1938.
| Squadra 1             | Risultato | Squadra 2           |
| --------------------- | --------- | ------------------- |
| Avangard Sumy         | 1 – 5     | Molniya Kharkov     |
| Roth Front Poltava    | 0 – 1     | Avangard Kharkov    |
| Kanatny Zavod Kharkov | 1 – 4     | Stalinets Kharkov   |
| Lokomotiv Kharkov     | 1 – 0     | Dinamo Poltava      |
| SelMash-2 Kharkov     | 0 – 2     | Avtomotor Kharkov   |
| Spartak Poltava       | 0 – 1     | Sakharniki Sumy     |
| Spartak Sumy          | 1 – 0     | Sakharniki Karlovka |
| Traktor Kharkov       | [ 12 ]    | Lokomotiv Poltava   |
| Zdorovye Kharkov      | [ 13 ]    | Dinamo Kharkov      |
| Zenit Kharkov         | 3 – 1     | Metallist Kharkov   |

#### Quarti di finale
Le partite furono disputate tra l'11 e il 13 maggio 1938.
| Squadra 1         | Risultato | Squadra 2         |
| ----------------- | --------- | ----------------- |
| Stalinets Kharkov | 4 – 1     | Avtomotor Kharkov |
| Zdorovye Kharkov  | 4 – 3     | Avangard Kharkov  |
| Lokomotiv Kharkov | 1 – 0     | Sakharniki Sumy   |
| Zenit Kharkov     | [ 14 ]    | Molniya Kharkov   |
| Traktor Kharkov   | 5 – 1     | Spartak Sumy      |

#### Semifinali
Zdorovye, Traktor, Lokomotiv furono ammesse direttamente alle finali. L'unico incontro fu disputato il 15 maggio 1938.
| Squadra 1     | Risultato | Squadra 2         |
| ------------- | --------- | ----------------- |
| Zenit Kharkov | 3 – 0     | Stalinets Kharkov |

#### Finali
Le partite furono disputate il 24 maggio 1938.
| Squadra 1         | Risultato | Squadra 2       |
| ----------------- | --------- | --------------- |
| Lokomotiv Kharkov | 3 – 0     | Zenit Kharkov   |
| Zdorovye Kharkov  | 1 – 0     | Traktor Kharkov |

### Zona XV - Kiev

#### Quarti di finale
Le partite furono disputate tra il 5 e il 7 maggio 1938.
| Squadra 1         | Risultato | Squadra 2                 |
| ----------------- | --------- | ------------------------- |
| Azot Shostka      | 0 – 3     | Dinamo-2 Kiev             |
| Lokomotiv Konotop | [ 15 ]    | DKA Korosten              |
| Lokomotiv-2 Kiev  | 4 – 2     | Roth Front Kiev           |
| Spartak Kiev      | 1 – 2     | Tekhnikum FK Kiev         |
| Spartak Korosten  | [ 16 ]    | Spartak Chernigov         |
| Zenit Kiev        | 5 – 3     | Temp Vinnitsa             |
| Dinamo Zhitomir   | 1 – 0     | Dinamo Mogilyov-Podolskiy |
| Dinamo Vinnitsa   | 1 – 2     | Vodnik Kiev               |

#### Semifinali
Le partite furono disputata il 12 maggio 1938.
| Squadra 1         | Risultato | Squadra 2         |
| ----------------- | --------- | ----------------- |
| Dinamo-2 Kiev     | 3 – 1     | Dinamo Zhitomir   |
| Tekhnikum FK Kiev | 0 – 3     | Lokomotiv-2 Kiev  |
| Vodnik Kiev       | 2 – 0     | Spartak Chernigov |
| Zenit Kiev        | 5 – 1     | Lokomotiv Konotop |

#### Finali
Le partite furono disputate il 19 e il 20 maggio 1938.
| Squadra 1        | Risultato | Squadra 2   |
| ---------------- | --------- | ----------- |
| Lokomotiv-2 Kiev | 3 – 2     | Zenit Kiev  |
| Dinamo-2 Kiev    | 2 – 1     | Vodnik Kiev |

### Zona XVI - Odessa

#### Quarti di finale
Le partite furono disputate il 6 maggio 1938.
| Squadra 1              | Risultato | Squadra 2         |
| ---------------------- | --------- | ----------------- |
| Burevestnik Krivoi Rog | [ 17 ]    | Lokomotiv Kotovsk |
| Lokomotiv Odessa       | 4 – 0     | Ruda Krivoi Rog   |
| Dzerzhinets Kremenchug | 4 – 0     | Spartak Tiraspol  |
| Lokomotiv Voznesensk   | 1 – 3     | Piščevik Odessa   |
| Pishchevik Kherson     | 0 – 4     | Dinamo Nikolayev  |
| SelMash Kirovo         | 2 – 1     | Znaniye Kherson   |
| Stroitel Krivoi Rog    | 1 – 3     | Stal Krivoi Rog   |
| Sudostroitel Nikolayev | 8 – 0     | Vodnik Kherson    |

#### Semifinali
Le partite furono disputate tra il 12 e il 18 maggio 1938.
| Squadra 1              | Risultato | Squadra 2              |
| ---------------------- | --------- | ---------------------- |
| Dinamo Nikolayev       | 7 – 0     | Stal Krivoi Rog        |
| Burevestnik Krivoi Rog | 2 – 4     | Lokomotiv Odessa       |
| Dzerzhinets Kremenchug | 2 – 0     | SelMash Kirovo         |
| Piščevik Odessa        | 4 – 1     | Sudostroitel Nikolayev |

#### Finali
Le partite furono disputate tra il 18 e il 24 maggio 1938.
| Squadra 1        | Risultato | Squadra 2              |
| ---------------- | --------- | ---------------------- |
| Dinamo Nikolayev | 3 – 0     | Lokomotiv Odessa       |
| Piščevik Odessa  | [ 18 ]    | Dzerzhinets Kremenchug |

### Zona XVII - Dnepropetrovsk

#### Quarti di finale
Le partite furono disputate il 5 maggio 1938.
| Squadra 1                 | Risultato | Squadra 2                   |
| ------------------------- | --------- | --------------------------- |
| Stal Dneprodzerzhinsk     | 7 – 0     | Tekhnikum FK Dnepropetrovsk |
| Lokomotiv Zaporozhye      | 3 – 2     | Lokomotiv Dnepropetrovsk    |
| ZiP Dnepropetrovsk        | 1 – 3     | SelMash Zaporozhye          |
| Krylya Sovetov Berdyansk  | 0 – 5     | Dinamo Dnepropetrovsk       |
| Lokomotiv Lozovaya        | 6 – 1     | Lokomotiv Sinelnikovo       |
| Spartak Dnepropetrovsk    | 3 – 0     | Krylya Sovetov Zaporozhye   |
| Stroitel Dneprodzerzhinsk | 0 – 4     | ZIL Dnepropetrovsk          |
| TsvetMet Zaporozhye       | 5 – 3     | ZiK Dnepropetrovsk          |

#### Semifinali
Le partite furono disputate tra il 12 e il 15 maggio 1938.
| Squadra 1             | Risultato   | Squadra 2              |
| --------------------- | ----------- | ---------------------- |
| Dinamo Dnepropetrovsk | 0 – 1 (dts) | Spartak Dnepropetrovsk |
| Stal Dneprodzerzhinsk | 4 – 1       | SelMash Zaporozhye     |
| ZIL Dnepropetrovsk    | 1 – 2       | TsvetMet Zaporozhye    |
| Lokomotiv Zaporozhye  | 6 – 1       | Lokomotiv Lozovaya     |

#### Finali
Le partite furono disputate il 18 maggio 1938.
| Squadra 1              | Risultato | Squadra 2             |
| ---------------------- | --------- | --------------------- |
| Lokomotiv Zaporozhye   | 4 – 2     | TsvetMet Zaporozhye   |
| Spartak Dnepropetrovsk | 4 – 2     | Stal Dneprodzerzhinsk |

### Zona XVIII - Donec'k

#### Primo turno
Le partite furono disputate tra il 5 e il 6 maggio 1938.
| Squadra 1                  | Risultato | Squadra 2                  |
| -------------------------- | --------- | -------------------------- |
| Azot Nizhnyaya Gorlovka    | 1 – 2     | Burevestnik Stalino        |
| Avangard Stalino           | 2 – 3     | Shakhta-30 Rutchenkovo     |
| Dzerzhinets Voroshilovgrad | 0 – 6     | Stal Konstantinovka        |
| Lokomotiv Slavyansk        | 3 – 4     | ZIS Kramatorsk             |
| Lokomotiv Yasinovataya     | 1 – 2     | ZiL Krasnogorovka          |
| Spartak Starobelsk         | 0 – 3     | Zenit Stalino              |
| Stakhanovets Artyomovsk    | 3 – 2     | Avangard Druzhkovka        |
| Stakhanovets Lisichansk    | 3 – 0     | Avangard Gorlovka          |
| Stakhanovets Sergo         | [ 19 ]    | Burevestnik Krasny Luch    |
| Stal Makeyevka             | 1 – 0     | Stal Stalino               |
| Stal Vorošylovs'k          | 2 – 3     | Stakhanovets Orjonikidze   |
| ZiO Kramatorsk             | 4 – 2     | Stakhanovets Krasnoarmeisk |

#### Quarti di finale
Le partite furono disputate tra l'11 e il 18 maggio 1938. Lo ZiO Kramatorsk fu ammesso direttamente al turno successivo
| Squadra 1                | Risultato | Squadra 2                |
| ------------------------ | --------- | ------------------------ |
| Burevestnik Stalino      | 3 – 1     | ZiL Krasnogorovka        |
| Shakhta-30 Rutchenkovo   | 1 – 0     | Stal Makeyevka           |
| Stakhanovets Orjonikidze | 0 – 1     | Stakhanovets Lisichansk  |
| Zenit Stalino            | 12 – 0    | Burevestnik Krasny Luch  |
| ZIS Kramatorsk           | 3 – 1     | Stakhanovets Krasny Luch |
| Stal Konstantinovka      | 8 – 0     | Stakhanovets Artyomovsk  |

#### Semifinali
Le partite furono disputate tra il 21 maggio 1938. Lo ZiO Kramatorsk fu ammesso direttamente al turno successivo
| Squadra 1           | Risultato | Squadra 2               |
| ------------------- | --------- | ----------------------- |
| Burevestnik Stalino | 0 – 7     | Stal Konstantinovka     |
| Zenit Stalino       | 4 – 0     | Stakhanovets Lisichansk |
| ZIS Kramatorsk      | 3 – 1     | Shakhta-30 Rutchenkovo  |

#### Finali
Le partite furono disputate il 24 e il 25 maggio 1938
| Squadra 1           | Risultato | Squadra 2      |
| ------------------- | --------- | -------------- |
| Stal Konstantinovka | [ 20 ]    | Zenit Stalino  |
| ZIS Kramatorsk      | 3 – 2     | ZiO Kramatorsk |

### Zona XIX - Sinferopoli

#### Quarti di finale
La partita fu disputata il 6 luglio 1938.
| Squadra 1             | Risultato | Squadra 2           |
| --------------------- | --------- | ------------------- |
| Pishchevik Simferopol | 0 – 1     | Spartak Sinferopoli |

#### Semifinali
La partita furono disputate il 12 luglio 1938.
| Squadra 1               | Risultato | Squadra 2           |
| ----------------------- | --------- | ------------------- |
| Sudostroitel Sevastopol | 3 – 2     | Stal Kerch          |
| Pishchevik Kerch        | 1 – 3     | Spartak Sinferopoli |

#### Finale
La finale fu disputata il 18 luglio 1938.
| Squadra 1           | Risultato | Squadra 2               |
| ------------------- | --------- | ----------------------- |
| Spartak Sinferopoli | 2 – 1     | Sudostroitel Sevastopol |

## Fase finale

### Primo turno
Alle 38 squadre promosse dalla fase preliminare si unirono le 24 squadre partecipanti alla Gruppa A 1938.
Le gare furono disputate tra il 21 luglio e l'11 agosto 1938.
| Squadra 1                     | Risultato   | Squadra 2                  |
| ----------------------------- | ----------- | -------------------------- |
| Zavod Elektrik Leningrado     | 0 – 6       | Selmash Charkiv            |
| Sherstyanik Mosca             | 1 – 4       | Piščevik Odessa            |
| Dinamo Sverdlovsk             | 1 – 3       | Dinamo Kazan               |
| Avangard Kramatorsk           | [ 21 ]      | Lokomotiv Zaporozhye       |
| Dinamo Batumi                 | 2 – 0       | Energiya Novocherkassk     |
| Dinamo Kiev                   | 2 – 0       | Lokomotiv Mosca            |
| Dinamo-2 Kiev                 | 0 – 1       | Stal Konstantinovka        |
| Spartak Minsk                 | [ 22 ]      | Lokomotiv Charkiv          |
| Spartak Mosca                 | 5 – 2       | ZiK Leningrado             |
| Stalinets-2 Mosca             | 3 – 2       | Zdorovye Charkiv           |
| Stalinec Leningrado           | 5 – 4       | Zenit Podlipki             |
| Dinamo Nikolayev              | 3 – 0       | Kirovskiy Zavod Leningrado |
| Fabrika Pravda Likino-Dulyovo | 0 – 5       | Elektrik Leningrado        |
| Lokomotiv-2 Kiev              | 1 – 7       | Metallurg Mosca            |
| Spartak Simferopoli           | 1 – 2       | Lokomotyv Kiev             |
| Stachanovec Stalino           | 5 – 0       | Lokomotiv Yaroslavl        |
| Torpedo Gor'kij               | 7 – 0       | Stroitel Sverdlovsk        |
| CDKA Mosca                    | 0 – 1       | Spartak Leningrado         |
| Dinamo Odessa                 | 2 – 1       | Spartak-2 Mosca            |
| Dinamo Voronezh               | 0 – 4       | Stalinets Mosca            |
| Torpedo Mosca                 | 3 – 1       | Dinamo Mosca               |
| Dinamo Alma-Ata               | 2 – 1 (dts) | Zenit Taganrog             |
| Dinamo Tbilisi                | 4 – 1       | Lokomotiv Tbilisi          |
| Temp Baku                     | [ 23 ]      | Traktor Stalingrado        |
| Dinamo Leningrado             | 2 – 1       | Kryl'ja Sovetov Mosca      |
| Spartak Dnepropetrovsk        | 0 – 1       | Pishchevik Mosca           |
| Lokomotiv Baku                | 3 – 5       | Dinamo Rostov              |
| Spartak Charkiv               | 3 – 0       | Burevestnik Mosca          |
| Krasnoye Znamya Noginsk       | 3 – 4       | Stalinec Leningrado        |
| Lokomotiv Saratov             | 2 – 3       | Dinamo Stalingrado         |
| Lokomotiv-2 Mosca             | 2 – 3       | Dinamo Bolshevo            |
| Stroitel Novosibirsk          | 0 – 4       | Dinamo Irkutsk             |

### Secondo turno
Le gare furono disputate tra il 6 e il 14 agosto 1938.
| Squadra 1           | Risultato   | Squadra 2           |
| ------------------- | ----------- | ------------------- |
| Dinamo Kiev         | 0 – 1       | Stalinec Leningrado |
| Piščevik Odessa     | 1 – 5       | Elektrik Leningrado |
| Stal Konstantinovka | 1 – 4       | Spartak Mosca       |
| Dinamo Nikolayev    | 0 – 2       | Lokomotyv Kiev      |
| Dinamo Bolshevo     | 2 – 1       | Spartak Charkiv     |
| Dinamo Tbilisi      | 4 – 2       | Dinamo Rostov       |
| Stalinets Mosca     | 0 – 2       | Selmash Charkiv     |
| Spartak Leningrado  | 1 – 5       | Stachanovec Stalino |
| Torpedo Gor'kij     | 2 – 3       | Dinamo Leningrado   |
| Spartak Minsk       | 1 – 3       | Stalinec Leningrado |
| Pishchevik Mosca    | 1 – 2       | Dinamo Odessa       |
| Torpedo Mosca       | 1 – 0       | Stalinets-2 Mosca   |
| Dinamo Kazan        | 10 – 0      | Dinamo Irkutsk      |
| Dinamo Batumi       | 3 – 2 (dts) | Dinamo Alma-Ata     |
| Avangard Kramatorsk | 1 – 6       | Metallurg Mosca     |
| Dinamo Stalingrado  | 0 – 1       | Temp Baku           |

### Ottavi di finale
Le gare furono disputate tra il 16 e il 26 agosto 1938.
| Squadra 1           | Risultato   | Squadra 2           |
| ------------------- | ----------- | ------------------- |
| Dinamo Odessa       | 4 – 1       | Selmash Kharkov     |
| Dinamo Leningrado   | 2 – 1       | Dinamo Kazan        |
| Lokomotyv Kiev      | 2 – 1       | Dinamo Batumi       |
| Spartak Mosca       | 1 – 0 (dts) | Temp Baku           |
| Dinamo Tbilisi      | 4 – 2       | Stalinec Leningrado |
| Torpedo Mosca       | 0 – 3       | Dinamo Bolshevo     |
| Elektrik Leningrado | 1 – 0       | Stalinec Leningrado |
| Metallurg Mosca     | 1 – 3       | Stachanovec Stalino |

### Quarti di finale
Le gare furono disputate tra il 22 agosto e il 4 settembre 1938.
| Squadra 1           | Risultato | Squadra 2       |
| ------------------- | --------- | --------------- |
| Elektrik Leningrado | 4 – 0     | Dinamo Bolshevo |
| Dinamo Odessa       | 0 – 3     | Spartak Mosca   |
| Stachanovec Stalino | 1 – 4     | Dinamo Tbilisi  |
| Dinamo Leningrado   | 4 – 2     | Lokomotyv Kiev  |

### Semifinali
Le gare furono disputate tra il 7 e il 10 settembre 1938.
| Squadra 1           | Risultato | Squadra 2      |
| ------------------- | --------- | -------------- |
| Dinamo Leningrado   | 0 – 1     | Spartak Mosca  |
| Elektrik Leningrado | 2 - 1     | Dinamo Tbilisi |

### Finale
| Mosca 14 settembre 1938, ore ?:?                                                                       | Spartak Mosca | 3 – 2 referto                  | Elektrik Leningrado | Stadio Dinamo (Mosca) (80000 spett.) |
| \| \| \| \| \| Guljáev 14’ Stárostin 51’ Semënov 65’ \| Marcatori \| 45’ Jabločkin 70’ (rig.) Gusev \| |               |                                |                     |                                      |
| |               |                                |                     |                                      |
| Guljáev 14’ Stárostin 51’ Semënov 65’                                                                  | Marcatori     | 45’ Jabločkin 70’ (rig.) Gusev |                     |                                      |